# Knivsåsen

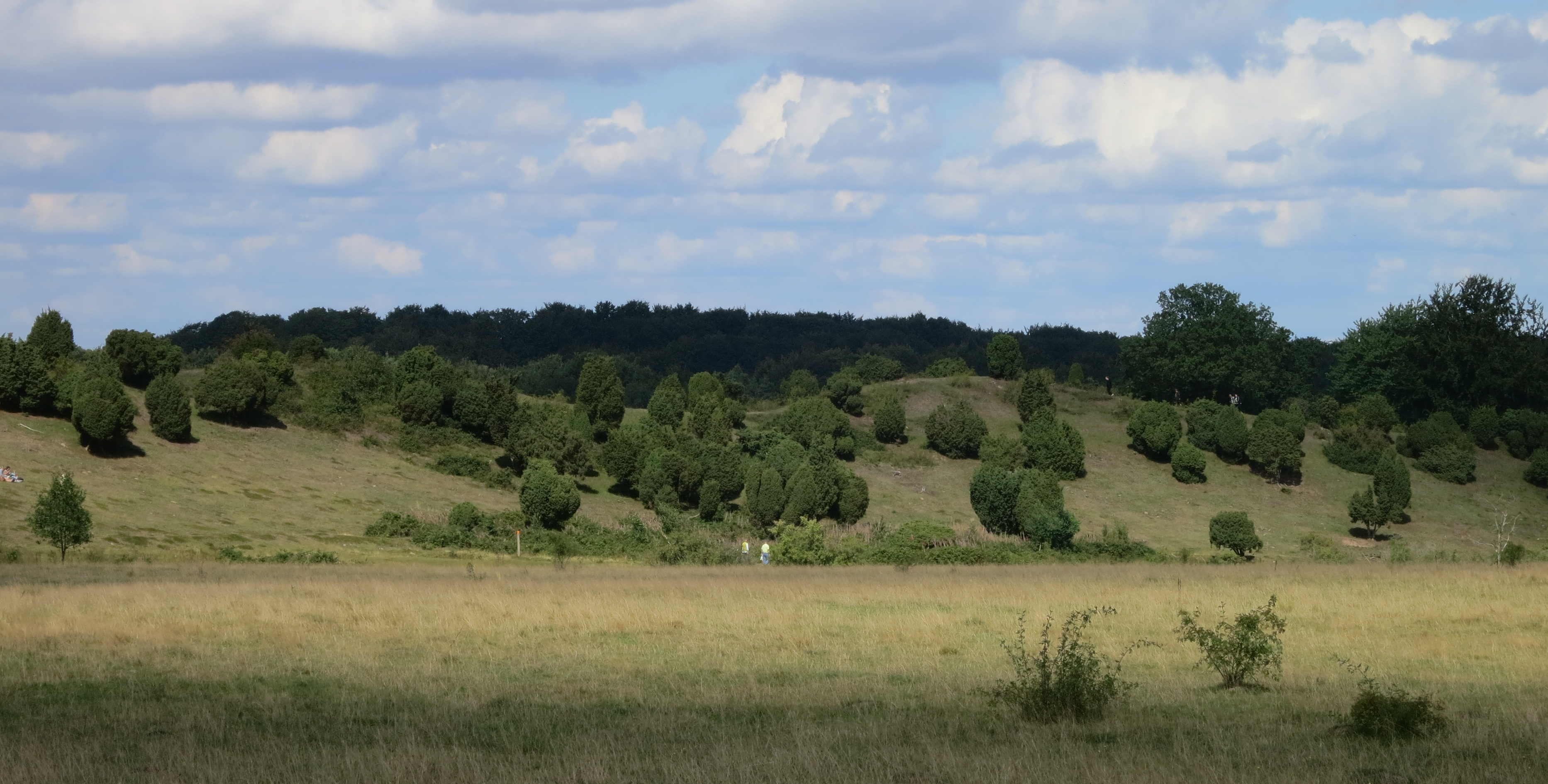
Knivsåsen

Knivsåsen är en del av Romeleåsen nordostsida i södra Skåne, omkring 3 km öster om Dalby. Den är belägen i Hällestads socken i Lunds kommun. Naturreservatet Knivsås-Borelund omfattar bland annat ett nedlagt stenbrott i området. Från bland annat Riksväg 11 vid åsen ges utsikt över Vombsänkan.